# Isländsk krona
Isländsk krona (IsKr - íslensk króna) är den valuta som används på Island. Valutakoden är ISK. 1 króna (pluralform krónur) = 100 aurar (singularform eyrir). 
Valutan infördes 1885 och ersatte den tidigare danska kronan som infördes 1874. Efter upplösningen av den skandinaviska myntunionen och Islands förnyade självständighet från Danmark 1918 blev det landets valuta. 1981 genomfördes en valutarefom på grund av hög inflation och vid bytet var omvandlingen 1 ISK = 100 gamla krónur (valutakod ISJ)

## Användning
Valutan ges ut av Seðlabanki Íslands - SI som grundades 1961 och ersatte den tidigare Landsbanki Íslands som grundades 1885. SI har huvudkontoret i Reykjavik.
1 Króna (pluralform krónur) motsvarar 100 aurar (singularform eyrir) men eyrir används enligt lag numera inte vare sig som mynt eller i transaktioner.

## Valörer
- mynt: 1, 5, 10, 50 och 100 krónur
- underenhet: används ej, tidigare aurar
- sedlar: 500, 1000, 2000, 5000 och 10000 ISK